# Мантадија Андасибе
Мантадија Андасибе (Mantadia Andasibe) је национални парк у источном делу Мадагаскара. Овај парк је познат по ретким орхидејама које цветају у шуми, резервату индрија и водопадима. Типичне врсте су индри, ај-ај, парсонов камелеон и боа мандитра. 